# Issac Delgado
Pour les articles homonymes, voir Delgado.
 (juin 2015).
Si vous disposez d'ouvrages ou d'articles de référence ou si vous connaissez des sites web de qualité traitant du thème abordé ici, merci de compléter l'article en donnant les références utiles à sa vérifiabilité et en les liant à la section « Notes et références ».
Issac Delgado (Isaac Felipe Delgado Ramírez, né le 11 septembre 1962 à La Havane) est un chanteur cubain, interprète de musique populaire incluant salsa, son, guaracha, et boléro.

## Biographie
Sa mère, Linda Ramirez a été chanteuse au sein des Mulatas del fuego et a été marié au trovador Ángel Diaz. À dix ans il intègre le conservatoire Amadeo Roldán pour étudier le violoncelle. Plus tard sous l'influence de son demi-frère Nelsón, le fils de Ángel Diaz, il écoute les salseros caribéens et new-yorkais. Il suit ensuite des cours de chant avec Mariana de Gonich.
De 1978 à 1980, il fait partie du jeune groupe Grupo Proyecto (Da Capo) du pianiste et compositeur Gonzalo Rubalcaba. En 1983, il est professionnel dans le groupe Orquesta de Pacho Alonso (dirigé par son fils, Pachito Alonso, Pacho Alonso, l'inventeur du rythme « pilon » étant décédé) et part en  tournée internationale et enregistre son premier LP sur CBS Espagne.
En 1985 et 1986, il part en tournée internationale dont un concert à Mexico avec Tata Güines, Elena Burke, Emilia Morales et le groupe Grupo Algo Nuevo. De 1986 à 1987, il rejoint le groupe Grupo Galaxia, part en tournée internationale et enregistre son second album en Colombie. En 1987, il est chanteur soliste au club Tropicana, aux côtés de Malena Burke, Los Papines, Mayra Caridad Valdés et Los Nova et part en tournée internationale en Europe et Amérique latine.
De 1988 à 1991, il est le chanteur de NG La Banda avec qui il part en tournée internationale et enregistre trois albums. En 1991, il sort son CD Dando la hora sous la tutelle de Gonzalo Rubalcaba qui reçoit le prix  Premio Egrem en 1992. Il inaugure la discothèque Azúcar à Cancún (rendue célèbre grâce à la chanson de Los Van Van) avec Johnny Ventura (es) et chante lors de l'Exposition universelle de 1992 à Séville. En 1993, sort son CD Con Ganas qui gagne deux premios Egrem (meilleur album et prix de la critique). En 1994, sort son CD El Chévere de la Salsa y el Caballero del Son, qui reçoit aussi deux premios Egrem (meilleur album et prix du public) et part en tournée internationale.
En 1995, sort son CD El Año que Viene sur le label Ritmo Mundo Tropical (RMM). En 1997, il produit un film historique, Yo soy del son a la salsa retraçant l'histoire de la musique cubaine et comportant d'intéressants documents d'archives et une bande son. Le film, largement diffusé dans le monde entier, reste peu connu dans l'île. Il a joué au Madison Square Garden[Quand ?] à New York avec Celia Cruz, El Canario, Grupo Niche, etc.
Au Midem 2001 à Cannes, il est l'artiste vedette du Festival.

## Discographie

### Participations
- LP Pachito Alonso y sus Kini Kini (CBS Espagne)
- LP La Mujer Precisa (Fonoson, Colombia)
- CD No te compliques de NG La Banda (Egrem)
- CD NG en la Calle de NG La Banda (Egrem)
- CD No se puede tapar el Sol de NG La Banda (Egrem)
- CD Fiesta Gigante de Marvin Freddy et divers artistes (2017), avec le morceau A que no lo hace como yo
- Enamorado avec Mercadonegro (2024)